# Письменный корпус татарского языка
Пи́сьменный ко́рпус тата́рского языка́ — электронный корпус татарского языка, доступный для онлайн пользования. Корпус предназначен интересующимся системой, состоянием и перспективой татарского языка. Он необходим лингвистам, изучающим татарский язык в рамках корпусной лингвистики.

Сайт открыт 15 марта 2012 года. Текущий адрес http://corpus.tatar Архивная копия от 26 апреля 2016 на Wayback Machine.

Доступен на татарском, русском и английском языках.

## Объём корпуса
Объём корпуса с конца 2014 года насчитывает более 116 млн слов, составляющих более 10 млн предложений, число различных словоформ приближается к 1,5 млн.

Тексты в корпусе хранятся в виде отдельных предложений с целью предотвращения их копирования.

## Доступ
Доступ к пользованию корпусом является бесплатным.

## О создании корпуса
Создание корпуса началось в 2010 году группой энтузиастов. Оно было продиктовано необходимостью разработки системы машинного перевода текстов с татарского на иностранный язык и обратно, а также системы автоматического синтеза и распознавания татарской речи определенной тематики.

## Практическая значимость и возможности использования
Корпус может использоваться лингвистами, изучающими татарский язык в рамках корпусной лингвистики, а также при обучении языку и в качестве справочника при составлении различных документов.

Корпус позволяет просматривать контекст, определять частоту вхождений, находить слова с требуемыми свойствами.

## Контекстно-статистический поиск
Данный тип поиска Архивная копия от 26 апреля 2016 на Wayback Machine позволяет просматривать отсортированные по частотности правый, левый и семантический контексты искомого слова.

Правый контекст — слова расположенные непосредственно за текущим словом.

Левый контекст — слова расположенные непосредственно перед текущим словом.

Семантический контекст — слова расположенные в одном предложении с текущим словом, то есть имеющие с ним в той или иной степени семантическую связь.

## Сложный морфологический поиск
В 2014 году была произведена морфологическая разметка Корпуса. В основу метаязыка грамматических помет положена система «тегов» для тюркских языков, разработанная международным проектом Apertium Архивная копия от 14 апреля 2016 на Wayback Machine. В рамках данного проекта создается система машинного перевода для большого количества языков. Основными аргументами в пользу выбора морфологического таггера Apertium’а для разметки Письменного корпуса являются:

— высокое качество морфологической аннотации;

— абсолютная открытость этого проекта: все исходные коды и наработки публично доступны всем желающим бесплатно.

Разработанная нами в 2015—2016 годах Система сложного морфологического поиска Архивная копия от 26 апреля 2016 на Wayback Machine позволяет производить поиск в Корпусе на основе различных комбинаций таких параметров, как словоформа, лемма, набор морфологических (грамматических) тегов, начало, середина, конец слова с указанием возможных расстояний между лексемами.

## Система синтеза татарской речи
На сайте Письменного корпуса татарского языка имеется возможность прослушать как найденные предложения, так и произвольный текст Архивная копия от 26 апреля 2016 на Wayback Machine.

## Статистические данные
На сайте Корпуса размещаются различные статистические данные Архивная копия от 26 апреля 2016 на Wayback Machine, которые авторы получают по мере обработки данных.

## Недостатки и перспективы развития
- Отсутствует оффлайн версия корпуса.
- Нет возможности поиска со снятой омонимией.

## Составители
Создателями корпуса являются:
- Сайхунов М. Р. (кандидат филологических наук, научный сотрудник Института информатики АН РТ)
- Ибрагимов Т. И. (кандидат филологических наук, доцент кафедры прикладной лингвистики КФУ)
- Хусаинов Р. Р. (инженер, компания GDC)

При содействии:
- Республиканского центра развития традиционной культуры
- Кафедры финно-угорских языков Университета Турку (Финляндия)
- Компании «RX5»
- Редакции научно-информационного журнала «Фән һәм Тел»